# Bijemaranahalli, Hassan
Bijemaranahalli là một làng thuộc tehsil Hassan, huyện Hassan, bang Karnataka, Ấn Độ.